# 安·威爾森
安·達斯汀·威爾森（英語：Ann Dustin Wilson，1950年6月19日—）是一名美國女音樂家，她最知名的是身為搖滾樂團紅心樂團的主唱與詞曲作家。威爾森在2006年被《轟動遊行者》雜誌選為史上最佳重金屬音樂歌手之一。威爾森有著戲劇女高音的音域。

## 早年人生
安·達斯汀·威爾森出生於加利福尼亞州的聖地牙哥。她的父親是美國海軍陸戰隊的少校。因為父親的職務需要，威爾森一家時常搬家。在1960年代初定居華盛頓州的西雅圖之前，他們曾經住在巴拿馬和臺灣的美國軍事設施附近。為了保持家的感覺，無論住在哪裡，威爾森一家都會播音樂來聽。安的妹妹南希·威爾森回憶道：「週日的時候我們會邊吃煎餅邊聽歌劇，而當我爸在起居室處裡事務時，我們就會換播搖滾樂來聽。我們聽過的音樂從古典到雷·查爾斯、茱蒂·嘉蘭、佩姬·李、巴薩諾瓦到早期的實驗電子音樂都有。」
威爾森一家最終定居於西雅圖郊區的柏衛。1968年，安從瑟馬米什高中畢業。因為對自己的口吃感到害羞，威爾森想從音樂中尋求自我實現。1973年，她加入了當地樂團Hocus Pocus，之後在隔年更名並成為紅心樂團。

## 事業生涯
1973年，隨著妹妹南希的加入，樂團移動到加拿大。1975年，紅心樂團在溫哥華發行了首張專輯《Dreamboat Annie》，其中歌曲〈Magic Man〉成為樂團在美國的首支前十強單曲，它在《告示牌》百大單曲榜達到第9名，另一首單曲〈Crazy on You〉則名列第35名，兩首歌皆由威爾森姊妹合寫。後來的兩張專輯《Little Queen》（1977年）和《Dog & Butterfly》（1978年）則奠定了樂團的影響力。1992年，安·威爾森在爱丽丝囚徒的迷你專輯《Sap》中獻唱了〈Brother〉和〈Am I Inside〉。1993年，愛麗絲囚徒的主唱雷恩·史泰利在紅心樂團的專輯《Desire Walks On》中為翻唱自巴布·狄倫的歌曲〈Ring Them Bells〉獻聲。另外，愛麗絲囚徒的貝斯手麥克·艾內茲和巡演吉他手史考特·奧森也出現在紅心樂團2003年的現場專輯《Alive in Seattle》中。
1990年代中期，威爾森姊妹在西雅圖開辦了Bad Animals錄音室。她們的周邊計畫樂團The Lovemongers為卡梅倫·克羅（南希當時的丈夫）在1992年電影《單身貴族》的原聲帶中貢獻〈The Battle of Evermore〉一曲，之後也發行了四張迷你專輯。The Lovemongers的首張專輯《Whirlygig》發行於1997年。
安·威爾森在2001年加入了由製作人亞倫·派森舉辦的披頭四致敬巡迴演唱會A Walk Down Abbey Road。
2006年，威爾森開始錄製她的第一張個人專輯《Hope & Glory》，由班·明克擔任製作人，並由朗德·佐伊音樂集團（Rounder Zoe Music Group）負責在2007年9月11日發行。《Hope & Glory》有許多名人參與，包括艾爾頓·約翰、k.d. lang、艾莉森·克勞絲、葛蕾琴·威爾森、夏恩·柯文、洛福斯·温莱特、維諾娜·賈德和迪安娜·卡特，妹妹南希也在其中。同年，安和南希在拉斯維加斯參加一系列的音樂會。該專輯包涵了三首單曲〈Little Problems, Little Lies〉、〈Isolation〉和翻唱自齊柏林飛船的〈Immigrant Song〉，其中〈Immigrant Song〉可在威爾森的官方Myspace網站上取得。
2012年11月22日的阿靈頓AT&T體育場，威爾森在達拉斯牛仔對華盛頓紅人的感恩節橄欖球比賽開始時，在達拉斯交響樂團的伴奏下演唱了原版的《星條旗》。2013年，威爾森以紅心樂團成員身分入選搖滾名人堂。
2015年7月13日，威爾森宣布了9月21日開始的個人巡演The Ann Wilson Thing。9月18日，威爾森的首張迷你專輯《The Ann Wilson Thing! – #1》在數位平台上架。2016年7月22日，威爾森宣布發布第二張EP《the ann wilson thing! - #2 focus》。
2017年10月12日，安的第一部故事片《ann wilson / in focus》正式發布。它包括作家克里斯·凱恩（Criss Cain）在安的家中進行的採訪，以及2017年3月21日在北卡羅來納州威明頓舉行的Ann Wilson of Heart巡迴演唱會的20首完整的現場歌曲表演。全片可在YouTube頻道Ann Wilson of Heart觀看。
2018年8月3日，威爾森發行了〈You Don't Own Me〉作為她2018年9月14日發行的個人專輯《Immortal》中的第二首單曲。這張專輯收錄了10首不同音樂風格的曲目，向一些影響威爾森的人以及最近逝去的朋友致敬。

## 個人生活
在1970年代，安與樂團的經理麥可·費雪（Michael Fisher）交往，而妹妹南希當時在與麥可的弟弟也是樂團的主音吉他手羅傑·費雪交往，兩對情人基本上控制了整個樂團的運作。但在1979年，安與麥可的關係隨著麥可的移情別戀而結束。
威爾森分別在1991年和1998年收養了養女瑪麗（Marie Wilson）和養子達斯汀（Dustin Wilson）。
自小的時候，威爾森常被嘲笑超重。她透露在1970年代和1980年代初期，她會禁食並使用減肥藥保持瘦身。然而當紅心樂團在1980年代中期捲土重來時，威爾森已經體重增加到失控的地步。由於擔心主唱會影響樂團的形象，唱片公司的高管和樂團成員開始向她施壓，要求她減肥。在音樂錄影帶部分，則使用攝影機角度和衣服來讓她看起來比較瘦，並開始較多地將鏡頭對準更苗條的南希。安說，由於圍繞她體重的負面傳聞，她開始遭受與壓力有關的恐慌發作。在與體重的「終身戰鬥」後，她在2002年1月接受了可調節式胃束帶的減肥手術。
2009年11月，安倒下了。妹妹陪她去看醫生，安得知了自己因飲酒導致肝臟問題。雖然她在女兒出生時已不再吸毒，但她增加了飲酒量；而南希和其他家庭成員和工作人員已經關注了好一陣子了。他們計劃與她討論這件事，甚至在巡迴演出中休息，以便進行治療。安最終自己接受了治療。在樂團2012年的自傳中，威爾森透露了她過去與古柯鹼和酗酒的掙扎。
威爾森於2015年4月與迪恩·韋特（Dean Wetter）結婚。兩人曾在1980年代短暫交往，在那之後幾年兩人的關係再度回溫。

## 外部連結
- 官方網站（页面存档备份，存于）
- 紅心樂團的官方網站（页面存档备份，存于）
- The Ann Wilson Thing
- Ann Wilson在互联网电影资料库（IMDb）上的資料（英文）